# Romagny (Manica)
Romagny è un comune francese di 1 082 abitanti situato nel dipartimento della Manica nella regione della Normandia.

## Società

### Evoluzione demografica
Abitanti censiti